# دان هانی‌من
دونالد ویلیام هانی‌مَن (انگلیسی: Donald William Honeyman؛ ۲۹ اکتبر ۱۹۱۹ – ۱ ژوئن ۲۰۱۱) عکاس آمریکایی بود که برای نشریاتی نظیر وگ، دیلی تلگراف و ساندی تایمز کار می‌کرد.
هانی‌من در آیووا زاده شد. او در دانشگاه آیووا تحصیل کرد و در سال ۱۹۴۰ فارغ‌التحصیل شد. او سپس به‌عنوان فیلمبردار رزمی در طول جنگ جهانی دوم به ارتش خدمت کرد. او در سال ۱۹۴۸ با گیتا سرنی ازدواج کرد و به لندن رفت و در آنجا به‌همراه همسرش دو فرزند خود را بزرگ کردند.
یکی از آثار او پوستری سولاریزه از عکس معروف آلبرتو کوردا از چه گوارا با نام چریک اسطوره‌ای بود که در سال ۱۹۶۸ توسط آتنا منتشر شد.